# Wonder Future
『Wonder Future』（ワンダー フューチャー）は、日本のロックバンド、ASIAN KUNG-FU GENERATIONの8thフルアルバム。2015年5月27日にKi/oon Musicから発売。

## 概要
- 「フィードバックファイル 2」から1年3ヵ月、オリジナルアルバムとしては「ランドマーク」以来2年8ヵ月ぶりとなるアルバム。
- 「ラウドロック」をテーマにしており、フー・ファイターズのプライベートスタジオ「Studio 606」にて2015年1月から2月にかけて全曲LAレコーディングが行われた。[1]
- 2014年の「NANO-MUGEN COMPILATION 2014」に収録された「Standard / スタンダード」も再録されて収録。
- 初回生産限定盤には特典DVDが付属。「Easter / 復活祭」と「Standard / スタンダード」のミュージックビデオほか、アルバム『Wonder Future』レコーディングに密着したドキュメンタリー映像が収録されている。
- ジャケットは「Easter」同様、中村佑介のイラストではなく、白地にアーティスト名とアルバム名が記載されたシンプルなデザインとなっている。
- 収録曲のうち、『Easter／復活祭』『Standard／スタンダード』『Planet of the Apes／猿の惑星』『Opera Glasses／オペラグラス』にPVが存在する。

## 収録曲
- 全作詞：後藤正文、全編曲：ASIAN KUNG-FU GENERATION

| #         | タイトル                                                                   | 作詞      | 作曲                                   | 時間  |
| --------- | -------------------------------------------------------------------------- | --------- | -------------------------------------- | ----- |
| 1.        | 「Easter／復活祭」                                                         |           | 後藤正文                               | 3：00 |
| 2.        | 「Little Lennon／小さなレノン」                                            |           | 後藤正文・山田貴洋                     | 4：01 |
| 3.        | 「Winner and Loser／勝者と敗者」                                           |           | 後藤正文・喜多建介・山田貴洋・伊地知潔 | 4：02 |
| 4.        | 「Caterpillar／芋虫」                                                      |           | 後藤正文                               | 4：03 |
| 5.        | 「Eternal Sunshine／永遠の陽光」                                           |           | 後藤正文                               | 3：12 |
| 6.        | 「Planet of the Apes／猿の惑星」(TBS系深夜ドラマ『REPLAY＆DESTROY』主題歌) |           | 後藤正文                               | 2：12 |
| 7.        | 「Standard／スタンダード」(ニコン Nikon 1 J4 CMソング)                     |           | 後藤正文・喜多建介                     | 4：20 |
| 8.        | 「Wonder Future／ワンダーフューチャー」                                    |           | 後藤正文                               | 4：14 |
| 9.        | 「Prisoner in a Frame／額の中の囚人」                                      |           | 後藤正文                               | 4：36 |
| 10.       | 「Signal on the Street／街頭のシグナル」                                   |           | 後藤正文                               | 4：18 |
| 11.       | 「Opera Glasses／オペラグラス」                                            |           | 後藤正文・喜多建介・山田貴洋・伊地知潔 | 4：44 |
| 合計時間: | 合計時間:                                                                  | 合計時間: | 44:05                                  |       |

### 初回限定盤DVD
1. 「Easter / 復活祭」ミュージックビデオ
2. 「Standard / スタンダード」ミュージックビデオ
3. Recording Documentary @ Studio 606 & Rock Falcon Studio

## 演奏
- 後藤正文：Vocals, Guitar
- 喜多建介：Guitar, Vocals
- 山田貴洋：Bass, Vocals
- 伊地知潔：Drums
- 岩崎愛、下村亮介 (the chef cooks me)：Chorus (#8)